# Comté de Crawford (Indiana)
Pour les articles homonymes, voir Comté de Crawford.
Le comté de Crawford (anglais : Crawford County) est un comté de l'État de l'Indiana, aux États-Unis. Il comptait 10 743 habitants en 2000. Son siège est English.
Le nom du comté rend hommage à William Crawford.